# فيسنتي باليستر
فيسنتي باليستر (بالإسبانية: Vicente Ballester Martínez)‏ هو دراج إسباني، ولد في 20 يونيو 1980 في كاستيون دي لا بلانا في إسبانيا.

## وصلات خارجية
- فيسنتي باليستر على موقع الاتحاد الدولي للدراجات (الإنجليزية)
- فيسنتي باليستر على موقع أرشيف الدراجات (الإنجليزية)